# Пирет

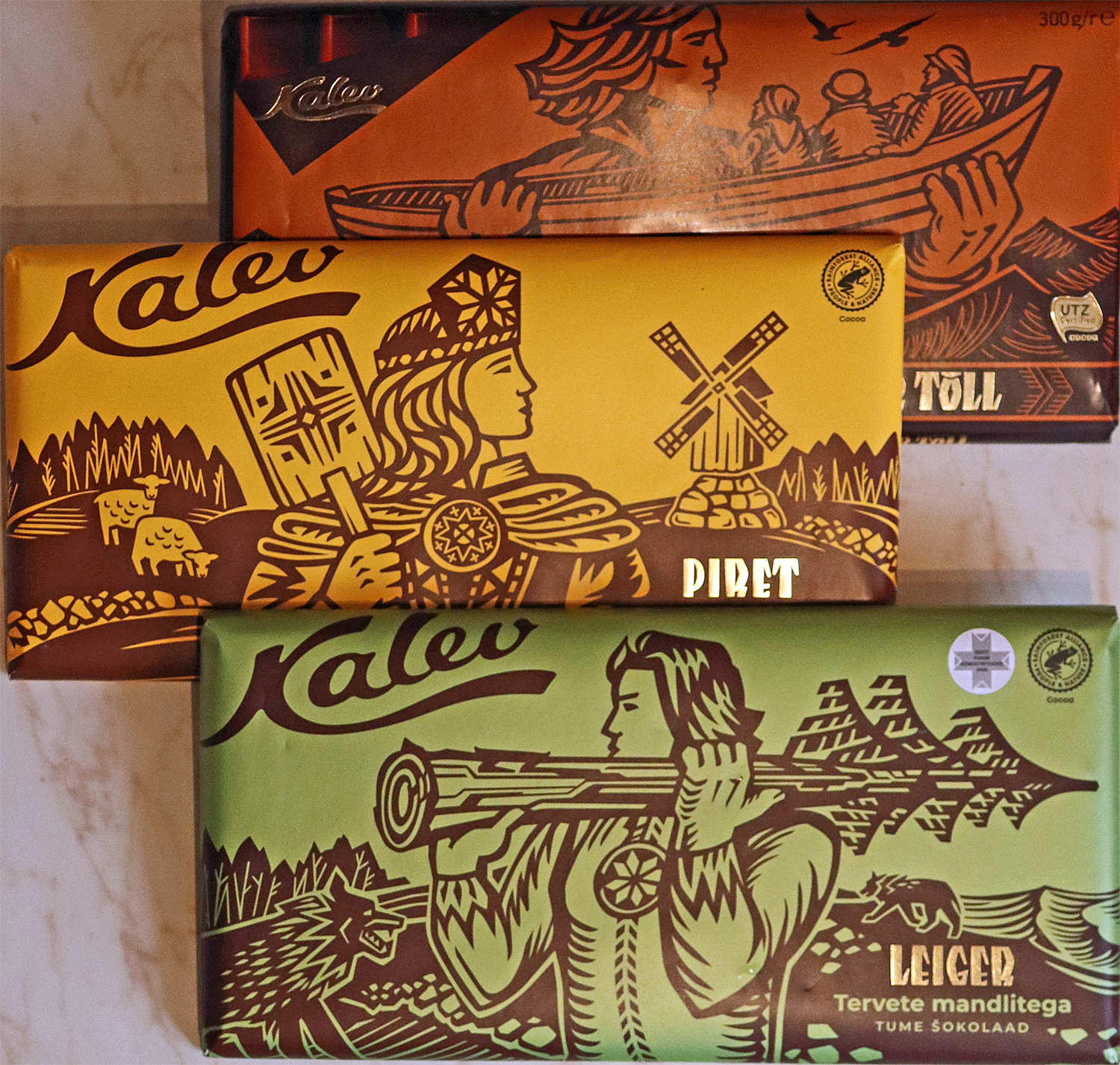
Шоколад торговой марки «Kalev»: «Большой Тылль», «Пирет», «Лейгер»

Пи́рет (эст. Piret) — героиня эстонской мифологии и эстонского фольклора, жена Большого Тылля.
По мнению эстонского кинорежиссёра и журналиста Карла Келло, издавшего несколько статей на тему эстонской мифологии, в имени и деяниях Пирет есть очевидная связь с ирландской святой Бригиттой, а эстонское женское имя Пирит / Пирет появляется в документах намного раньше, чем в Эстонию пришел культ шведской святой Бригитты.

## Семья Тылля и Пирет
В далёкой древности в деревне Тыллусте на острове Сааремаа жил великан Тылль или Суур-Тылль, которого в народе называют правителем, старейшиной, королем Сааремаа. Его жена Пирет (также Пирит) была родом c полуострова Сырве. И Тылль, и Пирет были христианами. 

Большой Тылль и Пирет

Один брат Тылля, неизвестный по имени и делам, жил в Вальяла, другой брат — Лейгер — в Кяйна на острове Хийумаа. Все эти великаны были ростом с дубы. Они никогда не использовали лодки, чтобы добраться до Хийумаа и других островов, а всегда ходили по морю пешком. Когда они пересекали море, у их ног возникали волны высотой с дом. От грохота их шагов рыба уплывала как можно дальше и разлетались птицы. Пирет тоже была великаншей, но, как женщина, чуть ниже ростом, чем Тылль.
Пирет добросовестно работала в Тыллусте и в доме, и во дворе. Так как её мужа часто не было дома, всё хозяйство лежало на её плечах. Она готовила еду, пахала, сеяла, косила, а также помогала мужу в строительстве. У семьи был большой капустный огород на острове Рухну. Капустные щи и каши — обычная еда в жизни крестьянина; они также упоминаются в сказаниях о Пирет.  В некоторых сказаниях говорится, что у Пирет было гусиное хозяйство в деревне Анепеса.
У Тылля и Пирет был сын, имя которого в настоящее время уже неизвестно. В народе его называют Юным Тыллем или Сыном Тылля.
После того, как враги изгнали Тылля из Тыллусте, его семья переехала на полуостров Сырве, где построила себе дом на вершине холма возле церковной мызы Ансекюла.

## Примеры народных сказаний

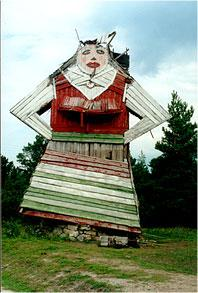
Переделанная из мельницы фигура Пирет на острове Сааремаа

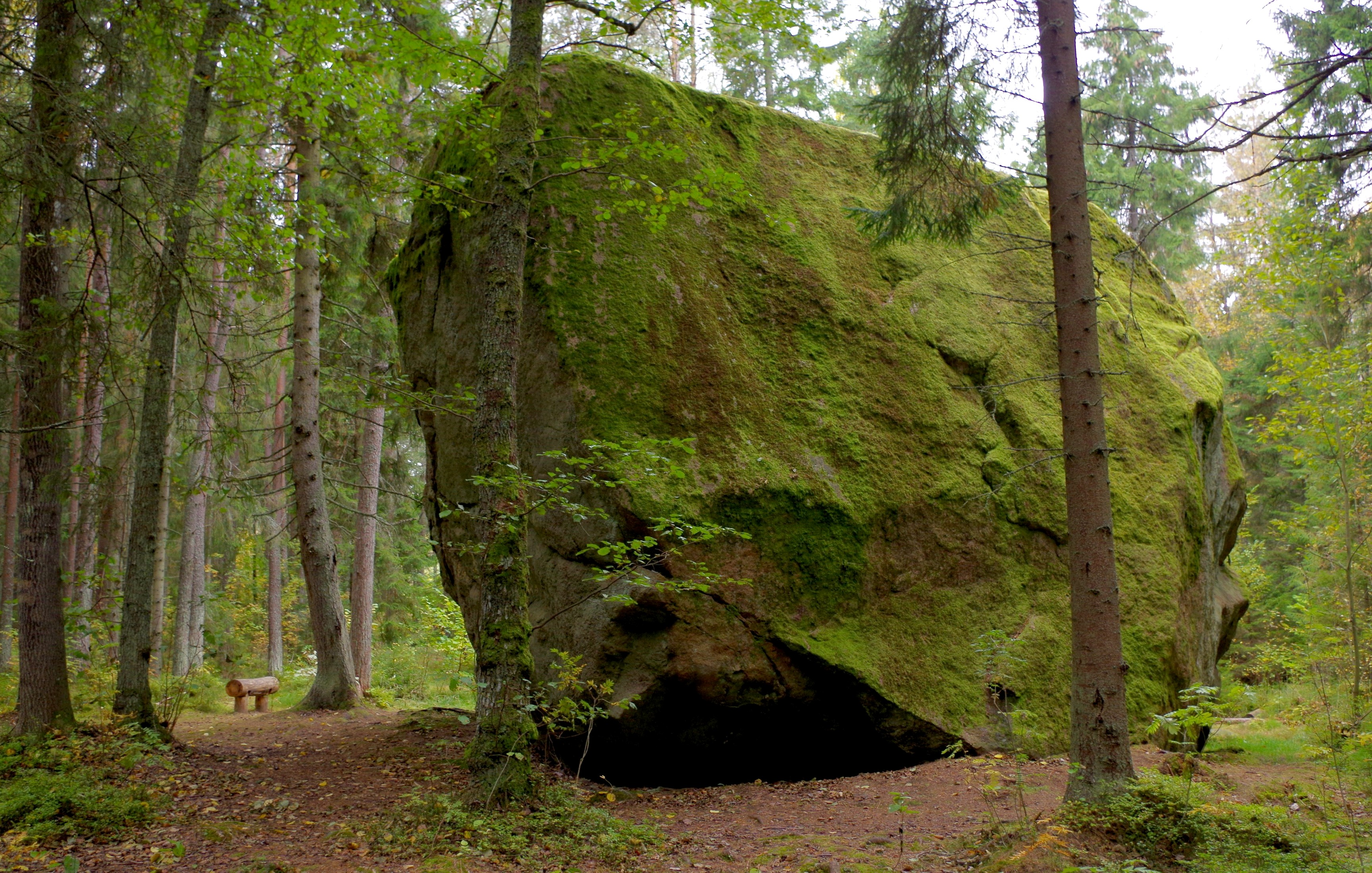
Валун Рохунеэме (камень Майсинийди)

- В сказаниях Пирет, так же как и другие великаны, часто переносит валуны. В народе говорят, что большой валун в лесу у деревни Рохунеэме несла Пирет в своём фартуке. Фартук порвался, и камень выпал. Камень пятигранный, потому что на нём танцевали пять пар людей. Считается, что половина валуна находится в глубине земли[2] (под названием валун Рохунеэме или камень Майсинийди он внесён в перечень охраняемых государством природных объектов, его размеры по данным 1986 года: высота 6,1 метра, охват 31,4 метра, объём наземной части 397 м3[4]).
- Когда Пирет готовила дома еду, она разжигала огонь под котлом с водой, а сама ходила по морю на Рухну за капустой и всегда возвращалась обратно как раз к тому времени, когда вода закипала. Котёл у Пирет был размером с баню, в него помещался целый пруд воды. Однажды из-за множества дел по хозяйству у неё не было времени сходить за капустой и она послала Тылля. По дороге Тылль прихватил с собой семисаженное бревно и использовал его в качестве трости[3].
- В один прекрасный день семья Тылля и Пирет собралась в гости к Лейгеру. Тыль завязал в фартук бочонки с пивом, перекинул узел через плечо и пошёл первым. Остальные подарки сложили в телегу, которую тянули пять пар волов; Пирет с сыном шли за ними. Семья должна была добраться до косы Памма, где их ждал крепкий плот, на котором они должны были переправиться через море на берег в деревню Эммасте. Но на болоте Саэска Пирет с сыном подстерёг чёрт, который забрал с телеги половину подарков. Так как Тылль был далеко впереди, Пирет не осмелилась вступить с чёртом в спор и выполнила его требования. Однако, унеся половину их скарба, чёрт вернулся за второй половиной. Тут уже Пирет пришла в ярость и избила чёрта лопатой для хлеба[1].
- Пирет носила камни в Аудла для строительства бани. Фартук порвался, и один из камней упал на ногу Пирет. От досады и боли Пирет заплакала, и из её слёз возникло болото, которое теперь носит название Найстесоо (в переводе с эст. — «Женское болото» или «Болото жены»). Камень Пирет (Пиретикиви) внесён в список объектов культурного наследия и охраняется государством; его размеры: высота 6,1 метра, охват 17,9 метра[5][6].
- Однажды несла Пирет в фартуке тяжёлые камни, но фартук опять порвался, и камни упали ей на пальцы ног, причинив сильную боль. Пирет легла на камни и заплакала. От сильного плача её здоровье пошатнулось, она заболела и в самом расцвете лет умерла. Согласно последней воле Пирет, Тылль и Сын Тылля похоронили её в саду родного дома[1].
- Во многих сказаниях, однако, Тылль умирает раньше, чем Пирет. Он погибает от рук врагов, и Пирет семь недель подряд плачет у могилы мужа. Ручей, получившийся из её слёз, в настоящее время стекает с горы Хирмусте в сторону залива Паадла[1].

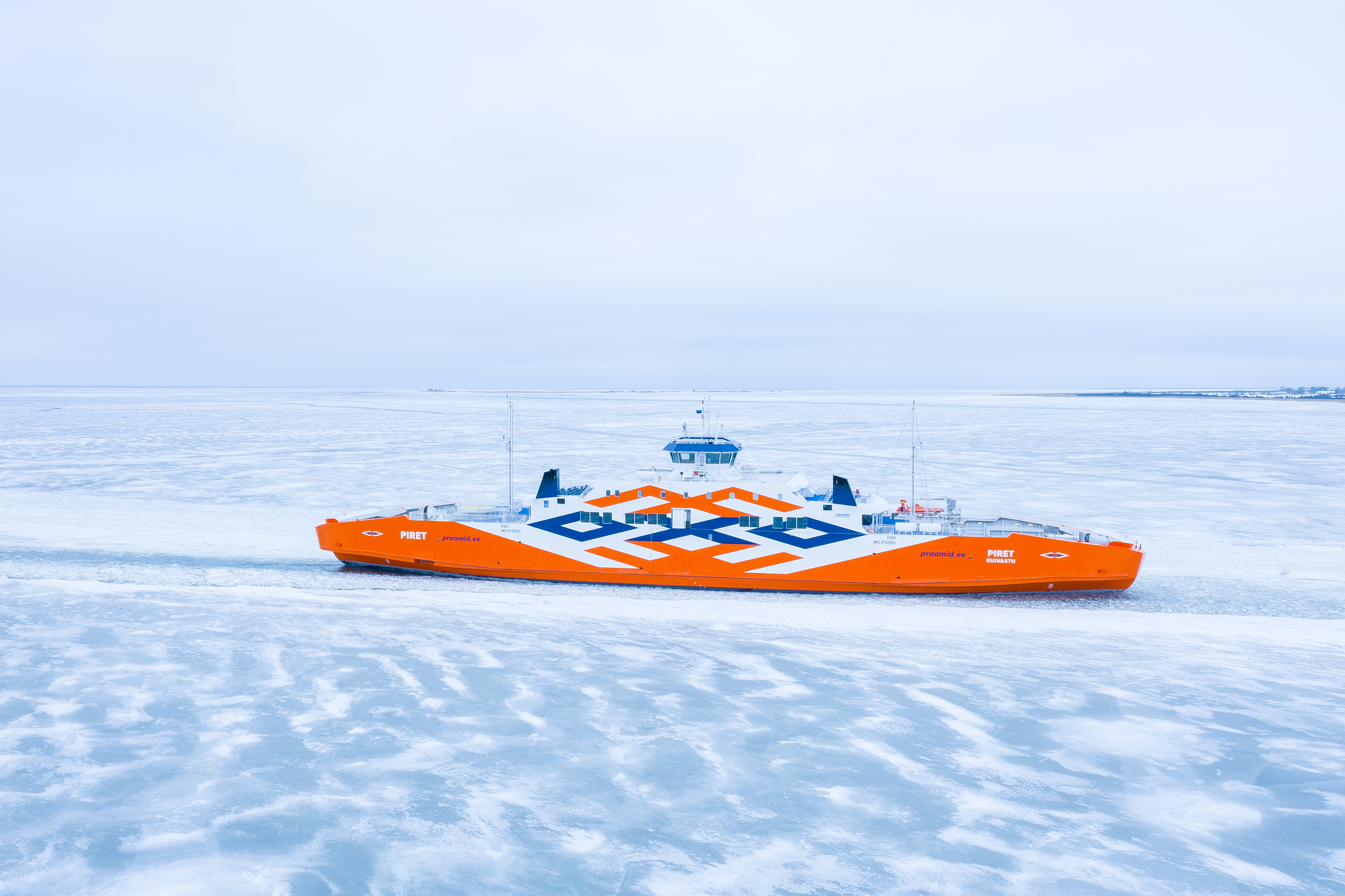
Паром «Пирет»

## Пирет и современность
В 2002 году в Курессааре была установлена скульптурная композиция «Большой Тылль и Пирет добыли хороший улов» работы Тауно Кангро.
В Балтийском море между эстонскими портами Виртсу и Куйвасту курсирует пассажирский паром “Piret”, построенный в Польше и названный в честь мифологической героини.